# Tårs Sogn (Guldborgsund Kommune)
 For alternative betydninger, se Tårs Sogn. (Se også artikler, som begynder med Tårs Sogn)
Tårs Sogn var et sogn i Lolland Østre Provsti (Lolland-Falsters Stift).
I 1800-tallet var Tårs Sogn et selvstændigt pastorat. Det hørte til Musse Herred i Maribo Amt. Tårs sognekommune blev ved kommunalreformen i 1970 indlemmet i Sakskøbing Kommune, der ved strukturreformen i 2007 indgik i Guldborgsund Kommune.
I Tårs Sogn ligger Tårs Kirke.
1. december 2024 indgik sognet i Radsted-Tårs Sogn.
I sognet findes følgende autoriserede stednavne:
- Berritsgård (ejerlav, landbrugsejendom)
- Eremitagen (bebyggelse)
- Kallø (bebyggelse, ejerlav)
- Kallø Skovby (bebyggelse)
- Kalløgrå (vandareal)
- Killerup (bebyggelse, ejerlav)
- Kogangen (areal, bebyggelse)
- Langbjerg (bebyggelse)
- Storskov (areal)
- Tårs (bebyggelse, ejerlav)
- Tårs Skovby (bebyggelse)
- Tårs Vig (vandareal)